# Canthylidia ferruginosa
Canthylidia ferruginosa là một loài bướm đêm trong họ Noctuidae.